# 圣普列斯特 (克勒兹省)
圣普列斯特（法語：Saint-Priest，法語發音：[sɛ̃ pʁi(jɛst)]）是法国克勒兹省的一个市镇，属于欧比松区。

## 地理
圣普列斯特（46°5'17"N, 2°20'36"E）面积22.34 平方千米，位于法国新阿基坦大区克勒兹省，该省份为法国中部省份，位于法國中央高原西北部，北起安德尔省和谢尔省，西接维埃纳省，南至科雷兹省，东临多姆山省，东北与阿列省接壤。
与圣普列斯特接壤的市镇（或旧市镇、城区）包括：勒绍谢、曼萨、佩拉拉诺尼耶尔、萨纳、拉塞尔-旧比西耶尔、塔尔德。

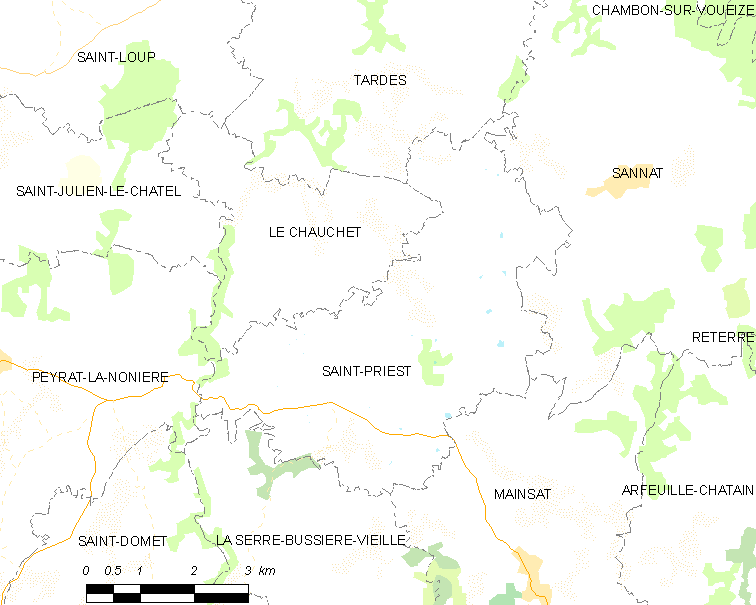
的OSM定位图

圣普列斯特的时区为UTC+01:00、UTC+02:00（夏令时）。

## 行政
圣普列斯特的邮政编码为23110，INSEE市镇编码为23234。

## 政治
圣普列斯特所属的省级选区为埃沃莱班县。

## 人口

1962-2008年间人口变化图示

圣普列斯特于2022年1月1日时的人口数量为150人。